# Annie (film 1982)
Annie è un film musicale del 1982 diretto da John Huston.
La pellicola è l'adattamento dell'omonimo musical di Charles Strouse, Martin Charnin e Thomas Meehan. Ha avuto due remake, il primo televisivo e il secondo cinematografico: Annie - Cercasi genitori (1999), per la regia di Rob Marshall, e Annie - La felicità è contagiosa (2014), diretto da Will Gluck.

## Trama
Un miliardario decide di ospitare una settimana nella propria villa, a scopo filantropico, la piccola orfana Annie. La bambina però conquista il cuore di tutti e riesce a rimanere nella sontuosa casa del ricco americano, che decide addirittura di adottarla. Le difficoltà sorgono quando la perfida direttrice dell'orfanotrofio si oppone alla decisione.

## Produzione
Il film fu prodotto dalla Columbia Pictures. Distribuito dalla Columbia Pictures, il film fu presentato in prima a New York il 17 maggio e a Los Angeles il 19 maggio 1982. Uscì nelle sale cinematografiche statunitensi il 18 giugno 1982 e in Italia il 15 dicembre 1982. Venne distribuito in tutto il mondo con il titolo Annie.
Il film segna l'esordio come attrice di Shawnee Smith, che qui è una delle ballerine. La colonna sonora del film, e in particolare il brano portante intitolato Tomorrow nella versione originale e Domani nella versione italiana, ha avuto un successo straordinario.

## Location
- Monmouth University - Woodrow Wilson Hall - nel New Jersey è la casa del Sig. Warbucks

## Premi e riconoscimenti
- Ralph Burns, candidato all'Oscar 1983 alla migliore colonna sonora (adattamento con canzoni originali)
- Dale Hennesy e Marvin March, candidati all'Oscar 1983 per la migliore scenografia